# حميد بن عبد الرحمن بن عوف
أبو عبد الرحمن حميد بن عبد الرحمن بن عوف (22 هـ - 95 هـ) تابعي، وأحد رواة الحديث النبوي، وابن الصحابي عبد الرحمن بن عوف أحد العشرة المبشرين بالجنة.

## نسبه وسيرته
حميد بن عبد الرحمن المُكنّى بأبي إبراهيم ويقال أبي عبد الرحمن ويقال أبي عثمان، هو ابن عبد الرحمن بن عوف بن عبد عوف بن الحارث من بني زُهرة بن كلاب أخوال النبي محمد، وأمه أم كلثوم بنت عقبة بن أبي معيط أخت عثمان بن عفان لأمه.
توفي سنة 95 هـ بالمدينة المنورة وهو ابن 73 سنة، وله من الولد إبراهيم والمغيرة وحبابة الكبرى وأم كلثوم وأم حكيم وأمهم جويرية بنت أبي عمرو بن عدي الثقفية، وعبد الله وأمه قريبة بنت محمد بن عبد الله بن أبي أمية بن المغيرة المخزومية، وعبد الله الأصغر وبلال وعونة وحكيمة الصغرى وبريهة وعبد الملك وعبد الرحمن لأمهات أولاد.

## روايته للحديث النبوي
- روى عن: أبويه عبد الرحمن بن عوف وأم كلثوم بنت عقبة وعن خاله عثمان بن عفان وسعيد بن زيد وأبي هريرة وعبد الله بن عباس[2] والسائب بن يزيد وعبد الله بن عتبة بن مسعود وعبد الله بن عمر بن الخطاب وعبد الله بن عمرو بن العاص وعبد الرحمن بن عبد القاري وعبيد الله بن عدي بن الخيار ومعاوية بن أبي سفيان والنعمان بن بشير وأبي سعيد الخدري وبسرة بنت صفوان وأم سلمة.[1]
- روى عنه: ابن أخيه سعد بن إبراهيم القاضي وابن أبي مليكة وابن شهاب الزهري وصفوان بن سليم وقتادة بن دعامة[2] وإسماعيل بن محمد بن سعد بن أبي وقاص وابنه عبد الرحمن بن حميد بن عبد الرحمن بن عوف وعبد الرحمن بن هرمز وعنبسة بن عمار.[1]
- الجرح والتعديل: قال الذهبي: «كان فقيهًا، نبيلاً، شريفًا»،[2] قال الواقدي: «كان ثقة، كثير الحديث».[1] وقد وثّقه أبو زرعة الرازي[2] والعجلي وابن خراش.[1] كما روى له الجماعة.[1]